# Onthophagus medius
Onthophagus medius é uma espécie de coleóptero da família Scarabaeidae.

## Distribuição geográfica
Habita no paleártico: Eurásia (desde a península ibérica até Irão).